# Zion-Mount Carmel Tunnel
Le Zion-Mount Carmel Tunnel est un tunnel routier du comté de Washington, dans l'Utah, dans le sud-ouest des États-Unis. Livré en 1930, il permet la progression de la Zion-Mount Carmel Highway dans le parc national de Zion.